# Moldávia no Festival Eurovisão da Canção 2014
"Wild Soul" (português: Alma Selvagem) é uma canção pela Cristina Scarlat . Ela foi escolhida para representar a Moldávia no Festival Eurovisão da Canção 2014 na Dinamarca.
Foi escolhida dia 15 de março; atuou na primeira semifinal na segunda parte.

## Final Nacional
| Final – 15 de março de 2014 | Final – 15 de março de 2014  | Final – 15 de março de 2014 | Final – 15 de março de 2014 | Final – 15 de março de 2014 | Final – 15 de março de 2014 | Final – 15 de março de 2014 | Final – 15 de março de 2014 | Final – 15 de março de 2014 |
| Ordem                       | Artista                      | Música                      | Júri                        | Júri                        | Televoto                    | Televoto                    | Total                       | Lugar                       |
| --------------------------- | ---------------------------- | --------------------------- | --------------------------- | --------------------------- | --------------------------- | --------------------------- | --------------------------- | --------------------------- |
| 1                           | Diana Staver                 | "One and All"               | 0                           | 0                           | 459                         | 0                           | 0                           | 14                          |
| 2                           | Doinița Gherman              | "Energy"                    | 47                          | 3                           | 1 622                       | 6                           | 9                           | 5                           |
| 3                           | Boris Covali                 | "Perfect Day"               | 111                         | 8                           | 11 978                      | 12                          | 20                          | 2                           |
| 4                           | Tatiana Heghea               | "I'm Yours"                 | 7                           | 0                           | 1 192                       | 3                           | 3                           | 12                          |
| 5                           | Lucia S.                     | "Frozen"                    | 114                         | 10                          | 3 048                       | 7                           | 17                          | 3                           |
| 6                           | Margarita Ciorici & Metafora | "Vis"                       | 35                          | 0                           | 433                         | 0                           | 0                           | 14                          |
| 7                           | Ana Cernicova                | "Dragostea divină"          | 61                          | 6                           | 1 220                       | 5                           | 11                          | 4                           |
| 8                           | Edict                        | "Forever"                   | 35                          | 0                           | 157                         | 0                           | 0                           | 14                          |
| 9                           | FLUX LIGHT                   | "Never Stop No"             | 62                          | 7                           | 850                         | 1                           | 8                           | 6                           |
| 10                          | Aurel Chirtoacă              | "Urme de iubiri"            | 59                          | 5                           | 162                         | 0                           | 5                           | 8                           |
| 11                          | Paralela 47                  | "Fragmente"                 | 39                          | 1                           | 307                         | 0                           | 1                           | 13                          |
| 12                          | Diana Brescan                | "Hallelujah"                | 57                          | 4                           | 636                         | 0                           | 4                           | 9                           |
| 13                          | Mikaella                     | "Follow Your Dreams"        | 34                          | 0                           | 3 768                       | 8                           | 8                           | 6                           |
| 14                          | Curly                        | "Your Recovery"             | 39                          | 2                           | 950                         | 2                           | 4                           | 9                           |
| 15                          | Cristina Scarlat             | "Wild Soul"                 | 122                         | 12                          | 8 305                       | 10                          | 22                          | 1                           |
| 16                          | Felicia Dunaf                | "The Way I Do"              | 36                          | 0                           | 1 197                       | 4                           | 4                           | 9                           |

| Júri Votos – Final | Júri Votos – Final           | Júri Votos – Final   | Júri Votos – Final | Júri Votos – Final | Júri Votos – Final | Júri Votos – Final | Júri Votos – Final | Júri Votos – Final | Júri Votos – Final | Júri Votos – Final | Júri Votos – Final | Júri Votos – Final | Júri Votos – Final | Júri Votos – Final | Júri Votos – Final |
| Ordem              | Artista                      | Música               | M. Culev           | A. Sava            | L. Știrbu          | T. Postolachi      | M. Chisaru         | I. Stepan          | N. Ciobanu         | V. Bucun           | P. Vutcărău        | A. Chiriac         | E. Negruţă         | Total              | Jury Points        |
| ------------------ | ---------------------------- | -------------------- | ------------------ | ------------------ | ------------------ | ------------------ | ------------------ | ------------------ | ------------------ | ------------------ | ------------------ | ------------------ | ------------------ | ------------------ | ------------------ |
| 1                  | Diana Staver                 | "One and All"        | 0                  | 0                  | 0                  | 0                  | 0                  | 0                  | 0                  | 0                  | 0                  | 0                  | 0                  | 0                  | 0                  |
| 2                  | Doinița Gherman              | "Energy"             | 9                  | 0                  | 5                  | 7                  | 4                  | 0                  | 6                  | 0                  | 3                  | 4                  | 9                  | 47                 | 3                  |
| 3                  | Boris Covali                 | "Perfect Day"        | 7                  | 11                 | 10                 | 10                 | 12                 | 11                 | 10                 | 9                  | 10                 | 10                 | 11                 | 111                | 8                  |
| 4                  | Tatiana Heghea               | "I'm Yours"          | 5                  | 0                  | 0                  | 1                  | 1                  | 0                  | 0                  | 0                  | 0                  | 0                  | 0                  | 7                  | 0                  |
| 5                  | Lucia S.                     | "Frozen"             | 10                 | 10                 | 9                  | 12                 | 7                  | 10                 | 12                 | 12                 | 12                 | 8                  | 12                 | 114                | 10                 |
| 6                  | Margarita Ciorici & Metafora | "Vis"                | 6                  | 0                  | 7                  | 0                  | 0                  | 1                  | 0                  | 7                  | 7                  | 6                  | 1                  | 35                 | 0                  |
| 7                  | Ana Cernicova                | "Dragostea divină"   | 12                 | 7                  | 0                  | 2                  | 6                  | 5                  | 8                  | 0                  | 5                  | 11                 | 5                  | 61                 | 6                  |
| 8                  | Edict                        | "Forever"            | 4                  | 5                  | 8                  | 4                  | 9                  | 0                  | 0                  | 2                  | 0                  | 1                  | 2                  | 35                 | 0                  |
| 9                  | FLUX LIGHT                   | "Never Stop No"      | 1                  | 9                  | 2                  | 6                  | 11                 | 3                  | 7                  | 5                  | 6                  | 5                  | 7                  | 62                 | 7                  |
| 10                 | Aurel Chirtoacă              | "Urme de iubiri"     | 3                  | 6                  | 12                 | 3                  | 5                  | 9                  | 4                  | 3                  | 4                  | 2                  | 8                  | 59                 | 5                  |
| 11                 | Paralela 47                  | "Fragmente"          | 0                  | 1                  | 6                  | 5                  | 0                  | 7                  | 2                  | 4                  | 8                  | 0                  | 6                  | 39                 | 1                  |
| 12                 | Diana Brescan                | "Hallelujah"         | 0                  | 8                  | 3                  | 9                  | 2                  | 8                  | 9                  | 8                  | 1                  | 9                  | 0                  | 57                 | 4                  |
| 13                 | Mikaella                     | "Follow Your Dreams" | 0                  | 4                  | 0                  | 0                  | 3                  | 4                  | 1                  | 6                  | 9                  | 7                  | 0                  | 34                 | 0                  |
| 14                 | Curly                        | "Your Recovery"      | 2                  | 3                  | 4                  | 8                  | 0                  | 2                  | 5                  | 10                 | 2                  | 0                  | 3                  | 39                 | 2                  |
| 15                 | Cristina Scarlat             | "Wild Soul"          | 11                 | 12                 | 11                 | 11                 | 10                 | 12                 | 11                 | 11                 | 11                 | 12                 | 10                 | 122                | 12                 |
| 16                 | Felicia Dunaf                | "The Way I Do"       | 8                  | 2                  | 1                  | 0                  | 8                  | 6                  | 3                  | 1                  | 0                  | 3                  | 4                  | 36                 | 0                  |